# Ranunculus brutius
Ranunculus brutius är en ranunkelväxtart. Ranunculus brutius ingår i släktet ranunkler, och familjen ranunkelväxter.

## Underarter
Arten delas in i följande underarter:
- R. b. brutius
- R. b. crimaeus